# Аржан-сюр-Содр
Аржа́н-сюр-Содр (фр. Argent-sur-Sauldre) — коммуна во Франции, находится в регионе Центр. Департамент — Шер. Главный город кантона Аржан-сюр-Содр. Округ коммуны — Вьерзон.
Код INSEE коммуны — 18011.
Коммуна расположена приблизительно в 145 км к югу от Парижа, в 60 км юго-восточнее Орлеана, в 55 км к северу от Буржа.

## Население
Население коммуны на 2008 год составляло 2224 человека.
| 1962 | 1968 | 1975 | 1982 | 1990 | 1999 | 2008 |
| ---- | ---- | ---- | ---- | ---- | ---- | ---- |
| 2464 | 2614 | 2737 | 2687 | 2525 | 2502 | 2224 |

## Администрация
| Период | Период | Фамилия        | Партия                  | Примечания               |
| ------ | ------ | -------------- | ----------------------- | ------------------------ |
|        | 1971   | Абель Роблен   |                         |                          |
| 1971   | 1983   | Марсель Фев    |                         |                          |
| 1983   | 1989   | Жан Гурду      |                         |                          |
| 1989   | 2001   | Патрик Сене    | Социалистическая партия | член генерального совета |
| 2001   | 2014   | Дени Мардессон | беспартийный            |                          |

## Экономика
В 2007 году среди 1314 человек в трудоспособном возрасте (15-64 лет) 964 были экономически активными, 350 — неактивными (показатель активности — 73,4 %, в 1999 году было 73,4 %). Из 964 активных работали 875 человек (484 мужчины и 391 женщина), безработных было 89 (58 мужчин и 31 женщина). Среди 350 неактивных 78 человек были учениками или студентами, 183 — пенсионерами, 89 были неактивными по другим причинам.

## Достопримечательности
- Церковь Сент-Андре[фр.] (XIII век). Исторический памятник с 1944 года[3]
  - Скульптурная группа «Святая Троица» (XVI век). Высота — 80 см; известняк. Исторический памятник с 1908 года[4]
- Замок Сен-Мор (XVIII век). Исторический памятник с 2002 года[5]

## Фотогалерея
- Церковь Сент-Андре
- Замок Сен-Мор
- Канал Содр-Аржан
- Карта коммуны